# Thialf (Schiff)
Die Thialf ist ein Schwimmkran, der hauptsächlich als Arbeitsschiff für die Errichtung von Offshorebauwerken eingesetzt wird. Bis zur Indienststellung der Sleipnir im Mai 2019 war die Thialf der leistungsfähigste Schwimmkran der Welt. Das Schiff gehört dem niederländischen Unternehmen Heerema Marine Contractors (HMC). Das Schiff wird auch als SSCV Thialf bzw. DCV Thialf bezeichnet; SSCV steht dabei Semi-Submersible Crane Vessel (deutsch „halb-tauchendes Kranschiff“) und DCV für Deepwater Construction Vessel (deutsch „Tiefsee-Konstruktions-Schiff“). Der Name Thialf leitet sich von „Thialfi“ ab, dem Diener des germanischen Donnergottes Thor.

## Geschichte
Die Thialf wurde 1985 für das Unternehmen McDermott von Mitsui Engineering & Shipbuilding, einem Unternehmen des japanischen Mitsui-Konzerns, gebaut. Die Kiellegung erfolgte am 12. April 1985 und bereits am 1. Dezember 1985 wurde das Schiff geliefert. Das Schiff fuhr bis zum 22. November 1996 als McDermott Derrick Barge No. 102 und dann bis zum 6. März 1998 als DB-102 (Derrick Barge 102).
Das Schiff wird heute offiziell von der Thialf Shipping Inc., einem Unternehmen, das auf den Niederländischen Antillen registriert ist, betrieben und fährt unter der Flagge von Panama.

## Aufbau und Leistungsfähigkeit
Das Schiff ist als Halbtaucher konzipiert und kann seinen Tiefgang zwischen 11,8 und 31,6 Meter (m) variieren. Der Rumpf der Thialf besteht aus zwei Schwimmkörpern, die den Decksaufbau über je vier Säulen tragen.

### Krananlagen
Die beiden Krane haben eine zugelassene Kapazität von je 7.100 Tonnen (t), womit sich eine Gesamtkapazität im Doppelhub von 14.200 t bei einer Ausladung von bis zu 31,2 m ergibt. Die Krane wurden mit einer Last von je 7.810 t getestet. Die Thialf erreicht damit ein maximales Lastmoment von über 443.000 Metertonnen.
Einen Weltrekord für die höchste Last, die je mit einem Schwimmkran gehoben wurde, stellte die Thialf im Jahr 2000 auf, als das 11.800 t schwere Deck der Shell Shearwater-Plattform installiert wurde. Der Rekord wurde im Jahr 2004 durch die Saipem 7000 überboten, die ein Deck der Bohrplattform Sabratha im Mittelmeer mit einem Gewicht von 12.100 t hob. Dieser Rekord wurde im Jahr 2019 von der Sleipnir mit der Installation der „Leviathan Plattform“ vor der Küste Israels und einer Last von 15.300 t übertroffen.

### Dynamische Positionierung, Antrieb und Ankersystem
Mittels eines Systems zur dynamischen Positionierung der Klasse III kann die Thialf auch unter widrigen Umweltbedingungen ihre Position halten. Dafür werden zwei von Kongsberg hergestellte Systeme vom Typ ADP 503 und ADP 311 genutzt. Die Positionierung erfolgt mit sechs einziehbaren Propellergondeln mit einer Leistung von je 5500 Kilowatt (kW). Zur Verankerung des Schiffes können die zwölf 22,5 t schweren „Flipper Delta“-Anker genutzt werden, die an 2400 m langen und 80 Millimeter starken Ankerseilen befestigt sind.

### Sonstiges
Die Thialf bietet die Möglichkeit, bis zu 736 Personen unterzubringen, die in beheizten und klimatisierten Kabinen wohnen. Das Landedeck ist für Hubschrauber bis zur Größe einer Boeing CH-47 Chinook geeignet.

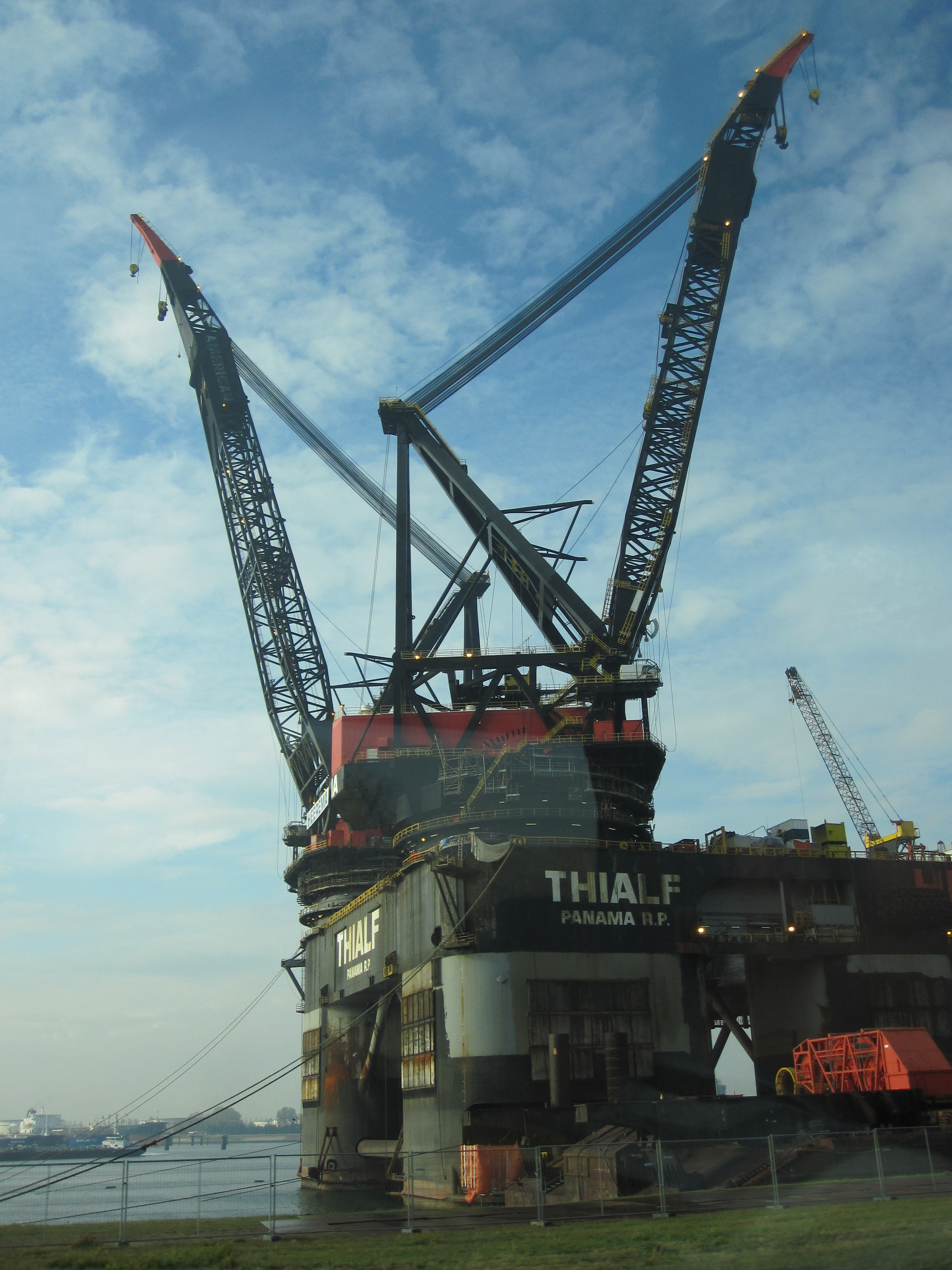
Thialf im Hafen Rotterdam

## Bekannte Projekte
- Beim Bau der Erasmusbrücke in Rotterdam über die Nieuwe Maas installierte die Thialf den knapp 140 m hohen Pylon.
- Das Zerlegen des schwimmenden Öltanks Brent Spar, der ursprünglich versenkt werden sollte, aber dann durch die medienwirksame Besetzung durch Greenpeace weltweite Aufmerksamkeit auf sich zog, wurde 1998 unter anderem mit Hilfe der Thialf durchgeführt.
- Die zweitschwerste je von der Thialf gehobene Last war ein 10.470 t schweres Segment einer Ölbohrplattform, als der Block 14 Compliant Piled Tower (CPT) im „Benguela, Belize, Lobito und Tomboco“-Feld (BBLT-Feld) vor der Küste von Angola errichtet wurde.[10]
- Im September 2009 verankerte die Thialf 40 Seemeilen nördlich der Insel Borkum Fundamente für den Offshore-Windpark „alpha ventus“ im Boden der Nordsee.[11]

## Technische Daten

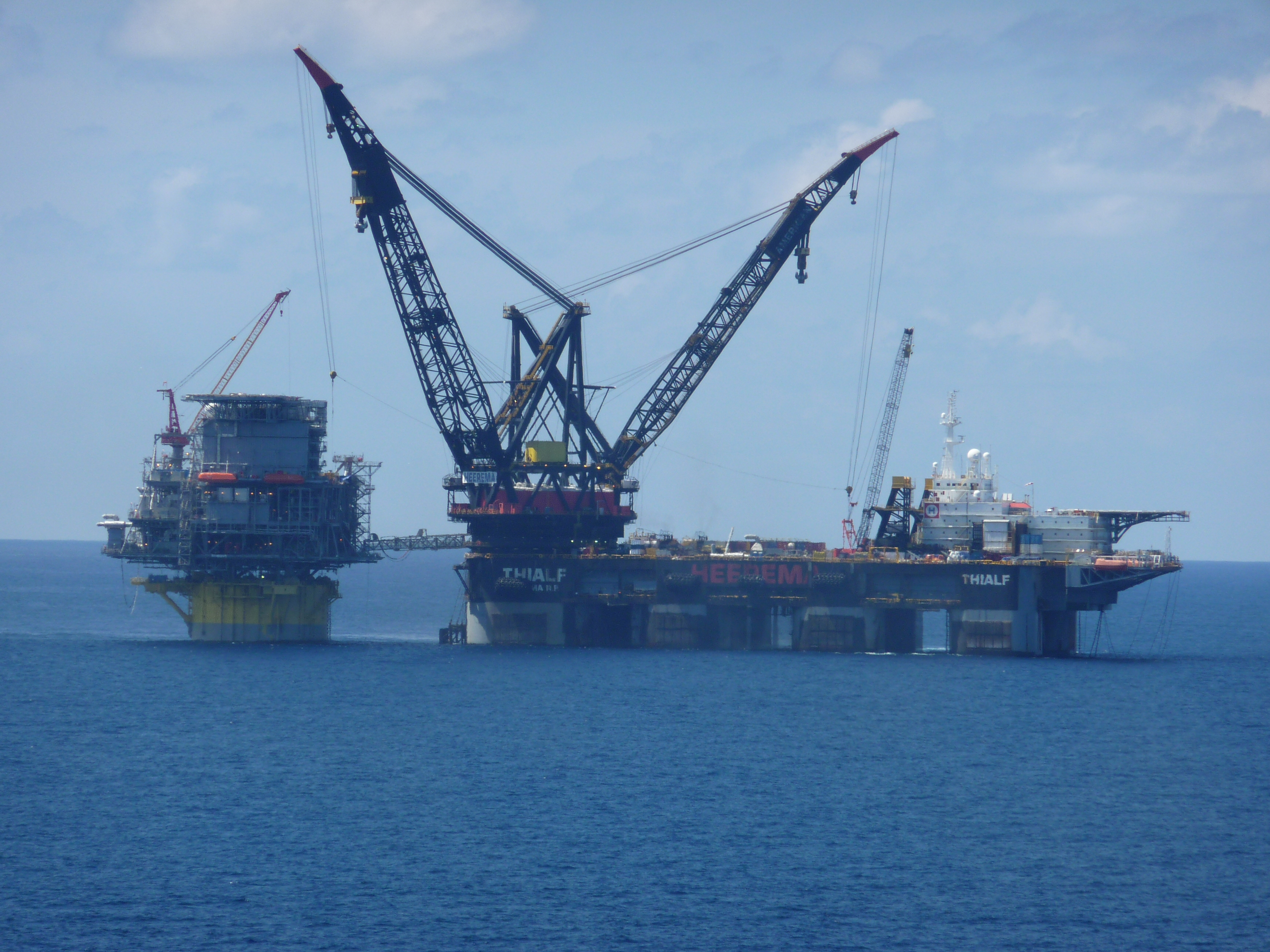
Thialf (rechts) über Gangway mit der Ölplattform Perdido verbunden

- Tragfähigkeit des Decks: 15 t pro m²
- Gesamttragfähigkeit: 12.000 t
- Kapazität der Ballastpumpen: 20.800 m³ pro Stunde
- Fahrgeschwindigkeit: 6 Knoten bei einer Zuladung von 12.000 t auf dem Deck und 12,5 m Tiefgang